# Remora osteochir
La remora dei marlin o remora grigia (Remora osteochir) è un pesce di mare appartenente alla famiglia Echeneidae.

## Distribuzione e habitat
Questa specie è cosmopolita in tutti i mari tropicali e subtropicali ed è presente anche nel mar Mediterraneo dove è abbastanza comune.
Il suo habitat è pelagico come quello dei suoi ospiti.

## Descrizione
Il suo aspetto, come quello di tutte le remore, è caratteristico, infatti è presente un disco adesivo dorsale derivato da una pinna dorsale modificata. Si riconosce dalle congeneri per i seguenti caratteri:
- il disco cefalico è lunghissimo e supera lungamente l'apice delle pinne pettorali
- la pinna pettorale ha forma trapezoidale con raggi ossificati e rigidi
- il colore è grigio piombo con riflessi azzurri con dorso più scuro e le pinne sono scure.

Raggiunge i 30 cm.

## Alimentazione
Si ciba soprattutto di crostacei che reperisce sulla pelle del pesce che la ospita.

## Biologia
Come tutte le remore vive come commensale con animali marini di grossa taglia a cui si attacca con la ventosa cefalica. Questa specie è tipicamente associata ai grandi pesci rostrati come il pesce spada, l'aguglia imperiale ed il marlin bianco. In genere si attacca alla zona degli opercoli branchiali in 2 o 3 individui.

## Pesca
Si cattura assieme all'ospite ma in genere riesce a staccarsi in tempo. Abbocca alle lenze se separata dal grosso pesce assieme a cui vive.